# Brasilianischer Real

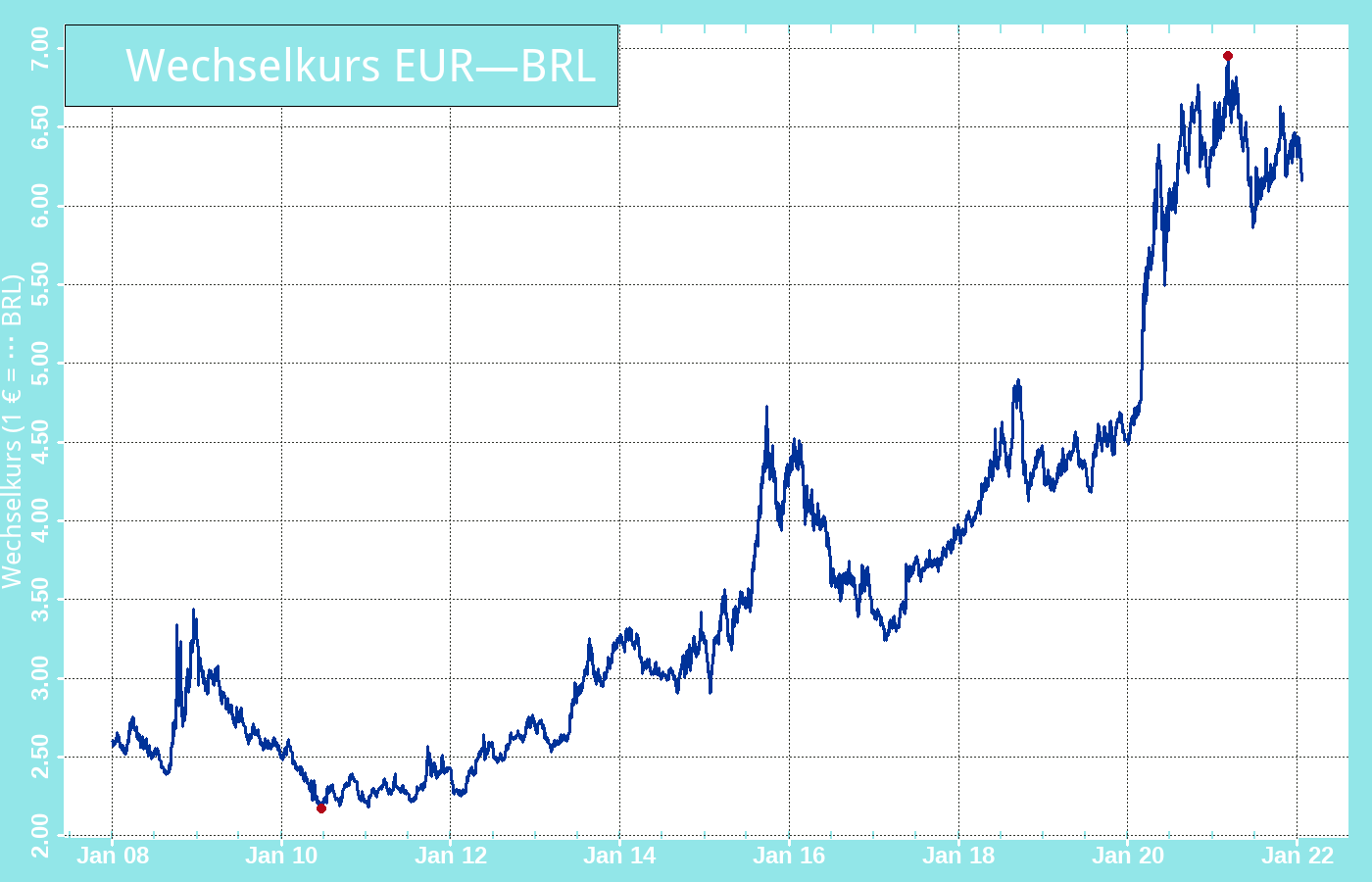
Wechselkurs des Euros zum Brasilianischen Real seit 2008

Der Real (Plural  im Deutschen Real, im Portugiesischen Reais) ist seit 1994 die Währung Brasiliens. Von 1690 bis 1942 hieß die brasilianische Währung ebenfalls Real, der Plural lautete zu dieser Zeit Réis.
Die Untereinheit des Real ist der Centavo (100 Centavos = 1 Real). Der Real wurde nach einer Periode hoher Inflationsraten im Jahre 1994 anstelle des Cruzeiro in Brasilien eingeführt. Sein Wert war zunächst von der brasilianischen Zentralbank kontrolliert, wird aber seit 1999 frei im Kapitalmarkt gehandelt.
Herausgeber ist die Zentralbank von Brasilien.

## Geschichte der brasilianischen Währungen

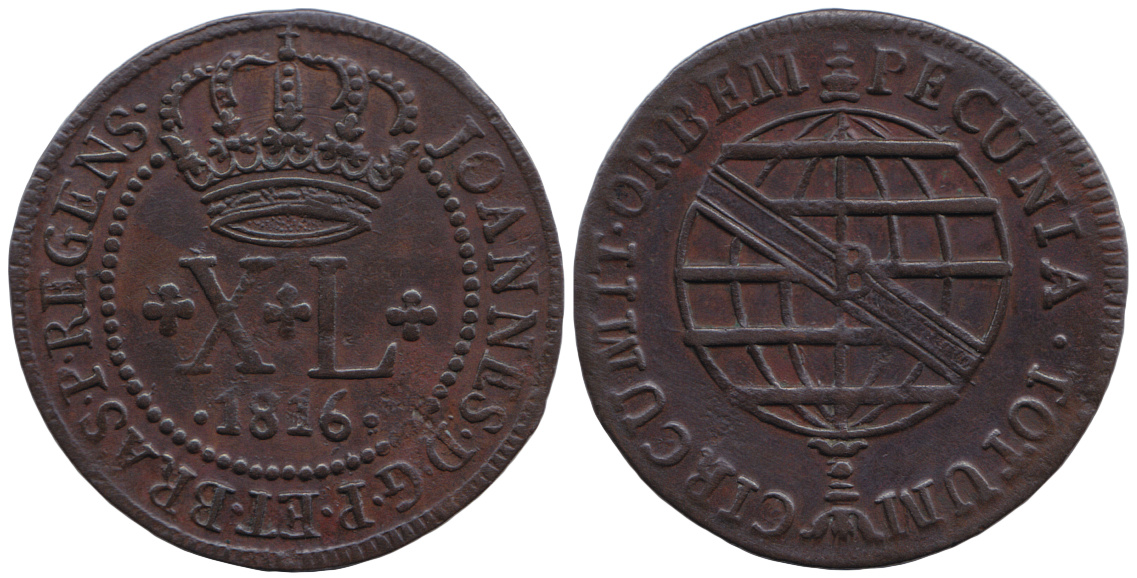
Münze von 40 Reais von 1816. Kupfer.

Die ersten portugiesischen Siedler in Amerika verwendeten den portugiesischen Real als Zahlungsmittel. Das erste offizielle Geld mit dem Namen Real wurde jedoch 1654 von den Holländern eingeführt und gedruckt, während der Besetzung des Nordosten Brasiliens. Im Jahr 1790 wurde der Real zur offiziellen brasilianischen Währung. Sechsmal wurde zwischen 1942 und 1994 die durch die Inflation abgewertete Währung durch eine höherwertige neue Währung ersetzt:
| Zeit      | Währung       | Untereinheit | Umtauschkurs |
| --------- | ------------- | ------------ | ------------ |
| 1690–1942 | Real          |              |              |
| 1942–1967 | Cruzeiro      | 100 Centavos | 1000 : 1     |
| 1967–1970 | Cruzeiro novo | 100 Centavos | 1000 : 1     |
| 1970–1986 | Cruzeiro      | 100 Centavos | 1 : 1        |
| 1986–1989 | Cruzado       | 100 Centavos | 1000 : 1     |
| 1989–1990 | Cruzado novo  | 100 Centavos | 1000 : 1     |
| 1990–1993 | Cruzeiro      | 100 Centavos | 1 : 1        |
| 1993–1994 | Cruzeiro real | 100 Centavos | 1000 : 1     |
| seit 1994 | Real          | 100 Centavos | 2750 : 1     |

Ein Real von 1994 ist damit 2.750.000.000.000.000.000 (2,75 Trillionen) alte Réis wert.
In Brasilien löste 1994 der Real (BRL) die vorherige Währung „Cruzeiro“ ab, die 1942 den seit 1690 verwendeten Real ersetzt hatte. Heute sind 100 Centavos ein Real. Nach mehreren Hyperinflationsphasen und Währungsreformen wurde der Real 1994 mit einem Ursprungswert von 1 US-Dollar eingeführt. Im Januar 1999 geriet das Land allerdings in eine Währungskrise, die zu einer starken Abwertung des Real und dann zu einer allgemeinen Wirtschaftskrise führte. Eine Freigabe der Währung wurde notwendig. Die Inflation konnte durch die Schaffung politischer Rahmenbedingungen und durch wirtschaftliche Reformen unter Kontrolle gebracht werden. Nach Angaben des Internationalen Währungsfonds (IWF) betrug die Inflationsrate 6,9 % im Jahr 2005 und 4,2 % im Jahr 2006. Für 2007 beliefen sich die Schätzungen auf 3,5 %.
Durch die Fußball-Weltmeisterschaft 2014 und die Olympischen Sommerspiele 2016 kam es seit dem Frühjahr 2014 in Brasilien zu einem starken Preisanstieg in vielen Lebensbereichen.

## Plano Real
Am 7. Januar 1994 wurde in Brasilien eine neue Währung in Umlauf gebracht, der Real. Im Zuge der als Plano Real bekannt gewordenen Währungsreform gelang es, die das Land und seine Wirtschaft beherrschende chronische Inflation zu beenden und die verbleibende Inflation in den darauf folgenden Jahren kontinuierlich zu senken.
Erst dem damaligen Finanzminister Fernando Henrique Cardoso gelang es im März 1994, mit dem „Plano Real“ eine solide Grundlage für beständiges Wirtschaftswachstum und Preisstabilität zu schaffen. Von Beginn an zeigte der „Plano Real“ seine Wirkung: Die Inflation sank von monatlich 50 % (Juni 1994) auf unter 2 % im Jahresdurchschnitt, bei gleichzeitig deutlichem Wirtschaftswachstum. Zum ersten Mal seit vielen Jahren konnten gerade auch die ärmeren Brasilianer über ein steigendes Realeinkommen verfügen.

## Währungskrise 1999
Brasilien verzeichnete in den 1980er und 1990er Jahren eine starke Inflation, die mit einer nominalen Abwertung einherging. Daraufhin wurde 1993 ein Stabilisierungsprogramm beschlossen, in dessen Rahmen u. a. eine neue Währung, der Real, im Juli 1994 eingeführt wurde. Der Real sollte gegenüber dem US-Dollar kontrolliert abgewertet werden (Crawling Peg), dennoch galt er als nominal überbewertet. Brasilien verzeichnete so ein deutliches Leistungsbilanzdefizit, das durch kurzfristige Kapitalströme finanziert wurde. Als der Kapitalzufluss ausblieb und die Kapitalflucht einsetzte (Currency Run), musste im Januar 1999 der Real drastisch um ca. 50 % abgewertet werden, trotz eines internationalen Hilfspaket von 40 Mrd. US-Dollar unter Führung des Internationalen Währungsfonds. Nach der Krise kam es zu weiteren Abwertungen des Reals. Erst 2003 konnte sich die brasilianische Währung stabilisieren.

## Banknoten
Die gegenwärtigen Banknoten wurden 1994 zu 1, 5, 10, 50 und 100 Reais in Umlauf gebracht. Zwei weitere Banknoten kamen einige Jahre später hinzu: 2001 wurde die 2-Reais-Banknote und im darauffolgenden Jahr der 20-Reais-Banknote ausgegeben. Ab 2006 wurde die 1-Real-Banknote nicht mehr gedruckt und verschwand aus dem Umlauf, ist jedoch weiterhin gültig.
| Nennwert  | Abbildung | Maße        | Farbe           |
| --------- | --------- | ----------- | --------------- |
| 1 Real    |           | 140 × 65 mm | grün            |
| 2 Reais   |           | 140 × 65 mm | blau und grau   |
| 5 Reais   |           | 140 × 65 mm | violett         |
| 10 Reais  |           | 140 × 65 mm | karmesinrot     |
| 20 Reais  |           | 140 × 65 mm | gelb und orange |
| 50 Reais  |           | 140 × 65 mm | braun           |
| 100 Reais |           | 140 × 65 mm | blau            |

### Gedenkbanknote
| Nennwert | Abbildung | Maße        | Farbe        |
| -------- | --------- | ----------- | ------------ |
| 10 Reais |           | 140 × 65 mm | rot und blau |

Im April 2000 gab die Banco Central do Brasil eine Gedenkbanknote zu 10 Reais anlässlich des 500. Jahrestags der Entdeckung Brasiliens heraus. Diese erschien als Polymer-Banknote, wird aber inzwischen nicht mehr in Umlauf gebracht, denn die hohen Herstellungskosten stehen nicht im Verhältnis zum sehr schnellen Verschleiß (Farbverlust auf dem integrierten Kunststoffteil). Die Gestaltung ist aufwendiger als bei den herkömmlichen Papierbanknoten.
Vorderseite
- Bildnis von Pedro Álvares Cabral, ein portugiesischer Seefahrer, einer der Entdecker Brasiliens
- Darstellung der Karte „Terra Brasilis“, eine der frühesten Kartendarstellungen Brasiliens
- ein Abschnitt aus dem Schreiben von Pero Vaz de Caminha an König Manuel I. von Portugal
- eine portugiesische Windrose aus dem 16. Jahrhundert
- auf der rechten oberen Seite erscheinen Schiffe von Cabrals Expedition, wenn man den Schein gegen das Licht hält
- im Hintergrund sind dekorative Elemente aus portugiesischen Fliesen zu erkennen
- der weiße Bereich rund um den roten Punkt ist durchsichtig (der rote Punkt ist durchscheinend)
- im Hintergrund ist das Kreuz der Tempelritter dargestellt, das zu jener Zeit in allen portugiesischen Schiffen vorhanden war[8]

#### Rückseite
- Karte von Brasilien mit Fotografien der ethnischen Vielfalt des brasilianischen Volkes (weiß, schwarz, indianisch)

### Neue Banknotenserie ab 2010

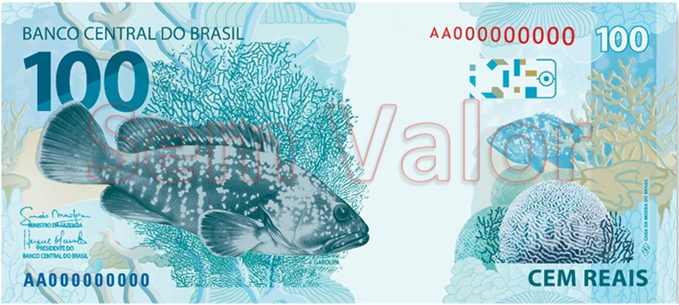
100-Reais-Note von 2012

Die brasilianische Zentralbank gibt seit 2010 eine zweite Banknotenserie, beginnend mit den Scheinen über 50 und 100 Reais, aus. Motive und Farbgebung ähneln den bisherigen Scheinen, allerdings hat die neue Serie unterschiedliche Größen für die verschiedenen Werte und weist deutliche Markierungen für Sehbehinderte auf. Zusätzlich dazu wurden neue Sicherheitsmerkmale eingebracht, wie Hologramm (R$50 und R$100) und Spezialtinte mit Kippeffekt von blau zu grün (R$10 und R$20). Die bisherigen Geldscheine sind nach wie vor gültig, werden aber nach und nach eingezogen. Am 2. September 2020 wurde eine 200-Reais-Banknote eingeführt. Auf der Rückseite ist der Mähnenwolf abgebildet. Die Zentralbank von Brasilien rechtfertigt die Einführung mit den häufigeren Barzahlungen und damit, dass (Bar)Geld in Augenblicken der Unsicherheit Sicherheit bedeutet. 450 Mio. 200-Reais-Scheine wurden 2020 gedruckt.
| Nennwert  | Vorderseite | Rückseite | Farbe       | Motiv (Vorderseite)                                                                  | Motiv (Rückseite)                           | Im Umlauf seit |
| --------- | ----------- | --------- | ----------- | ------------------------------------------------------------------------------------ | ------------------------------------------- | -------------- |
| 2 Reais   |             |           | hellblau    | Efígie da República (Bildnis der Republik), „Deus seja louvado“ (Gott sei gepriesen) | „Tartaruga-marinha“ (Meeresschildkröte)     | seit 2010      |
| 5 Reais   |             |           | pink        | Efígie da República (Bildnis der Republik), „Deus seja louvado“ (Gott sei gepriesen) | „Garça“ (Reiher)                            | seit 2010      |
| 10 Reais  |             |           | rot         | Efígie da República (Bildnis der Republik), „Deus seja louvado“ (Gott sei gepriesen) | „Arara“ (Ara)                               | seit 2010      |
| 20 Reais  |             |           | gelb-orange | Efígie da República (Bildnis der Republik), „Deus seja louvado“ (Gott sei gepriesen) | „Mico-leão-dourado“ (Goldenes Löwenäffchen) | seit 2010      |
| 50 Reais  |             |           | braun       | Efígie da República (Bildnis der Republik), „Deus seja louvado“ (Gott sei gepriesen) | „Onça-pintada“ (Jaguar)                     | seit 2010      |
| 100 Reais |             |           | blau-türkis | Efígie da República (Bildnis der Republik), „Deus seja louvado“ (Gott sei gepriesen) | „Garoupa“ (Zackenbarsch)                    | seit 2010      |
| 200 Reais |             |           | grau-braun  | Efígie da República (Bildnis der Republik), „Deus seja louvado“ (Gott sei gepriesen) | „Lobo-guará“ (Mähnenwolf)                   | seit 2020      |

## Münzen
Es existieren Münzen zu 1, 5, 10, 25 und 50 Centavos und 1 Real. 1998 brachte man eine zweite Prägung in Umlauf, die sich von der ersten Prägung in Material und Motiven unterscheidet. Die vier Jahre später in Umlauf gebrachten Euro-Münzen ähneln in ihrer Größe, Aussehen und Materialbeschaffenheit den Real-Münzen. Am 23. Dezember 2003 entschied die brasilianische Zentralbank, die 1-Real-Münze der ersten Prägung aus dem Verkehr zu nehmen. Die Münzen zu einem Centavo sind praktisch aus der Zirkulation verschwunden. Preise an der Kasse werden zu 5 Centavos auf- oder abgerundet. Die Produktion der 1-Centavo-Münze wurde im November 2005 eingestellt. Eine für 2009 geplante 5-Reais-Münze ist noch nicht im Umlauf.

### Erste Prägung
| Nennwert    | Abbildung           | Abbildung         | Motiv                                      | Material             | Gewicht | Durchmesser | Dicke  | Rand  |
| ----------- | ------------------- | ----------------- | ------------------------------------------ | -------------------- | ------- | ----------- | ------ | ----- |
| 1 Centavo   |                     | 1 Cent Rückseite  | Efígie da República (Bildnis der Republik) | nichtrostender Stahl | 2,96 g  | 20 mm       | 1,2 mm | glatt |
| 5 Centavos  |                     | 5 Cent Rückseite  | Efígie da República (Bildnis der Republik) | nichtrostender Stahl | 3,27 g  | 21 mm       | 1,2 mm | glatt |
| 10 Centavos | 10 Cent Vorderseite | 10 Cent Rückseite | Efígie da República (Bildnis der Republik) | nichtrostender Stahl | 3,59 g  | 22 mm       | 1,2 mm | glatt |
| 25 Centavos | 25 Cent Vorderseite |                   | Efígie da República (Bildnis der Republik) | nichtrostender Stahl | 4,78 g  | 23,5 mm     | 1,4 mm | glatt |
| 50 Centavos |                     |                   | Efígie da República (Bildnis der Republik) | nichtrostender Stahl | 3,92 g  | 23 mm       | 1,2 mm | glatt |
| 1 Real      | 1 Real Vorderseite  | 1 Real Rückseite  | Efígie da República (Bildnis der Republik) | nichtrostender Stahl | 4,27 g  | 24 mm       | 1,2 mm | glatt |

### Zweite Prägung
| Nennwert    | Abbildung                                                  | Abbildung        | Motiv | Material                                  | Gewicht | Durchmesser       | Dicke   | Rand Inschrift    |
| ----------- | ---------------------------------------------------------- | ---------------- | --- | ----------------------------------------- | ------- | ----------------- | ------- | ----------------- |
| 1 Centavo   | 1 Cent Vorderseite                                         | 1 Cent Rückseite | Pedro Álvares Cabral (1467–1526), portugiesischer Seefahrer                                                                | verkupferter Stahl                        | 2,43 g  | 17 mm             | 1,65 mm | glatt             |
| 5 Centavos  |                                                            |                  | Joaquim José da Silva Xavier (1746–1792), der wegen seiner Beteiligung an der frühen Unabhängigkeitsbewegung gehängt wurde | verkupferter Edelstahl                    | 4,1 g   | 22 mm             | 1,65 mm | glatt             |
| 10 Centavos |                                                            |                  | Dom Pedro I. (1798–1834), Brasiliens erster Kaiser                                                                         | mit Bronze überzogener Edelstahl          | 4,8 g   | 20 mm             | 2,23 mm | geriffelt         |
| 25 Centavos |                                                            |                  | Manuel Deodoro da Fonseca (1827–1892), Brasiliens erster republikanischer Präsident                                        | mit Bronze überzogener Edelstahl          | 7,55 g  | 25 mm             | 2,25 mm | geriffelt         |
| 50 Centavos |                                                            |                  | José Maria da Silva Júnior Paranhos (1845–1912), brasilianischer Staatsmann, Diplomat und Historiker                       | Kupfernickel 1998–2001                    | 9,25 g  | 23 mm             | 2,85 mm | ORDEM E PROGRESSO |
| 50 Centavos | Edelstahl ab 2002                                          | 6,8 g            | José Maria da Silva Júnior Paranhos (1845–1912), brasilianischer Staatsmann, Diplomat und Historiker                       | 23 mm                                     | 2,85 mm | ORDEM E PROGRESSO |         |                   |
| 1 Real      |                                                            |                  | Bildnis der Republik | Ring: Alpaca Kern: Kupfernickel 1998–2001 | 7,48 g  | 27 mm             | 1,95 mm | geriffelt         |
| 1 Real      | Ring: Bronze überzogener Edelstahl Kern: Edelstahl ab 2002 | 7 g              | Bildnis der Republik | 27 mm                                     | 1,95 mm | geriffelt         |         |                   |

## Sicherheitsmerkmale der Banknoten
| Nr. | Sicherheitsmerkmal           | Abbildung | Beschreibung |
| --- | ---------------------------- | --------- | --- |
| 1   | Wasserzeichen                |           | Wird die Banknote gegen das Licht gehalten, so wird ein das Bildnis der Republik erkennbar. |
| 2   | Farbige Fasern               |           | Rote, blaue und grüne Fasern sind auf beiden Seiten der Banknote zu erkennen. |
| 3   | Tiefdruckverfahren           |           | Durch die Anwendung des Stichtiefdruckverfahrens entsteht auf der Vorderseite ein ertastbares Relief. Der Schriftzug „CENTRAL BANK OF BRAZIL“ und „EMC REAL“ hebt sich spürbar ab.                                                         |
| 4   | feine Linien                 |           | Gerade und gewundene, extrem dünne Linien auf der gesamten Banknote |
| 5   | Mikroschrift bzw. Mikrodruck |           | Mit Hilfe einer Lupe sind an einigen Stellen auf der Banknote die winzig kleinen Buchstaben „B“ und „C“ neben dem Bildnis (vorne) und in der 100 (Vorder- und Rückseite) zu erkennen.                                                      |
| 6   | Durchsichtsregister          |           | Beim Durchsichtsregister handelt es sich um ein Merkmal auf der rechten Seite (vorne) der Banknote. Unregelmäßige Zeichen, die auf die Vorder- und die Rückseite der Banknoten gedruckt sind, bilden im Gegenlicht ein vollständiges Bild. |
| 7   | Sicherheitsfaden             |           | Die Banknoten verfügen über einen Sicherheitsfaden, der etwa in der Mitte der Banknoten in das Papier eingebettet und im Gegenlicht sichtbar ist. Eine dunkle Linie verläuft über die gesamte Breite der Banknote.                         |
| 8   | Seriennummerierung           |           | Die Nummerierung bestehend aus Buchstaben und Zahlen dient zur Identifizierung der Banknote. Serie stellt das Design der Banknote dar. Ordem (Auftrag) ist die fortlaufende Nummer. Estampa bezeichnet die Serie mit ähnlichen Grafiken.   |
| 9   | Latentes Bild                |           | Wenn die Banknote aus einem bestimmten Winkel betrachtet wird, erscheinen die Buchstaben „B“ und „C“ in der linken unteren Ecke der Vorderseite.                                                                                           |
| 10  | Tast-Marken (Tiefdruck)      |           | Zur Unterstützung sehbehinderter Menschen, damit diese den Wert der Banknote unterscheiden können. |
| 11  | Fluoreszierende Fasern       |           | Fluoreszierende Fasern sind auf Vorder- und Rückseite erkennbar, wenn die Banknote unter ultraviolettes Licht gehalten wird. |
| 12  | Mikrounterschriften          |           | Sehr kleine Unterschriften des Finanzministers und des Präsidenten der brasilianischen Zentralbank befinden sich auf der Vorderseite. |